# Host (Unix)
Pour les articles homonymes, voir host.
host est un utilitaire Unix permettant d'afficher les redirections DNS. Il fut développé et distribué sous licence ISC par le Internet Systems Consortium (ISC), c'est-à-dire qu'il s'agit d'un logiciel libre sans copyleft.

## Exemples
```
 
$
 
host
 
google.com

 
google.com
 
has
 
address
 
66
.249.80.104

```

host permet aussi de vérifier les reverses DNS :
```
 
$
 
host
 
64
.191.203.30

 
30
.203.191.64.in-addr.arpa
 
domain
 
name
 
pointer
 
digg.com.

```